# Adam Gregory
Adam Gregory (Cincinnati, 28 dicembre 1987) è un attore e doppiatore statunitense, noto per il ruolo di Ty Collins nella serie televisiva 90210, spinoff del celebre serial Beverly Hills 90210. Dal 2010 al 2014 ha interpretato Thomas Forrester nella celebre soap Beautiful che ne ha contribuito la sua fama come attore a livello mondiale.

## Biografia
Gregory è nato a Cincinnati, nello Stato dell'Ohio nel 1987, ed è figlio di Adam Gregory I. 
Dopo essersi diplomato alla Oak Hills High School nel 2006, si è iscritto all'università Northern Kentucky University. Fra le sue altra apparizioni si possono citare il videoclip di Ashley Tisdale It's Alright, It's OK ed i film 17 Again - Ritorno al liceo e Hannah Montana: The Movie.
Tra il 2008 e il 2009 interpreta il ruolo di Ty Collins nella serie TV 90210 ruolo che gli ha dato molta popolarità anche se per la fama mondiale dovrà aspettare il 2010 anno in cui sostituisce l'attore Drew Tyler Bell nel ruolo di Thomas Forrester nella soap opera Beautiful, ruolo che ha ricoperto fino al 2014.
Nel 2009 è inoltre stato protagonista del video della canzone di Ashley Tisdale It's Alright, It's OK.

## Filmografia

### Attore

#### Cinema
- Hannah Montana: The Movie (2009)
- 17 Again - Ritorno al liceo (2009)
- Hard Breakers (2010)
- Saints and Soldiers - The Void (2014)
- The Veil - La rivincita di un guerriero (2017)

#### Televisione
- Just Jordan - serie TV, 1 episodio (2008)
- I maghi di Waverly - serie TV, 1 episodio (2008)
- 90210 - serie TV, 10 episodi (2008-2009)
- Beautiful - soap opera, 326 puntate (2010-2014)
- Law & Order - Unità vittime speciali (Law & Order: Special Victims Unit) - serie TV,  1 episodio (2016)
- Un fidanzato per Natale (A Fiance for Christmas) - film TV (2021)

### Doppiaggio
- Winx Club - Il segreto del regno perduto (2007)
- Winx Club - serie animata, 109 episodi (2011-2015)

## Doppiatori italiani
Nelle versioni in italiano dei suoi film, Adam Gregory è stato doppiato da:
- Flavio Aquilone in Law & Order - Unità vittime speciali
- Stefano Crescentini in Beautiful
- Fabrizio De Flaviis in 90210